# Серцю не накажеш
Серцю не накажеш (рос. Сердцу не прикажешь) — українсько-російський телесеріал 2007 року. Є адаптацією румунського телесеріалу «Сльози кохання» (2005—2006).

## Сюжет
Троє інженерів у кінці 80-х вирішили, що їхнє майбутнє залежить від того, наскільки повно вони зможуть використовувати шанс, який їм дав час. Вони були молоді, вдалі і амбітні. Їхній бізнес розростався, вони купували і продавали землю, створювали банки, торгували бензином. Велике провінційне місто беззастережно підкорилося їм. Але двоє хотіли грати в чесну гру, а один вважав, що для досягнення мети добрі всі засоби. Сьогодні він залишився один. Григорій Варламов — господар імперії «Сальдо», людина, чиє слово — закон для міста. Його бояться і ненавидять, ним захоплюються. Всі його розпорядження виконуються беззаперечно. Але на його шляху став колишній друг — і значить, друг повинен померти. Варламов навіть уявити не міг, що тендітна 19-річна дівчинка — дочка його колишнього компаньйона, після смерті батька, докопається до істини та знищить імперію Варламова.

## Ролі
| Актор                | Роль                             |
| -------------------- | -------------------------------- |
| Анатолій Хостікоєв   | Григорій Варламов                |
| Ольга Філіппова      | Маргарита                        |
| Ольга Чурсіна        | Олександра Матецька              |
| Євген Пронін         | Михайло                          |
| Катерина Гулякова    | Настя (дочка Варламова)          |
| Олексій Нагрудний    | Андрій Попков                    |
| Катерина Кузнецова   | Майя Савельєва                   |
| Софія Ігнатова       | Соня Бичковська                  |
| Лариса Руснак        | Ксенія                           |
| Сергій Колесников    | Олексій Матецький/Олег Матецький |
| Ксенія Ніколаєва     | Антоніна                         |
| Георгій Дрозд        | Кирило Бичковський               |
| Анастасія Буніна     | Тетяна Бичковська                |
| Ігор Славинський     | В'ячеслав                        |
| Михайло Сафронов     | Влад                             |
| Інна Мірошніченко    | Лариса (нотаріус)                |
| Костянтин Косинський | Микита (помічник Варламова)      |
| Георгій Жуков        | Геннадій Ткаченко                |
| Світлана Орліченко   | Світлана (покоївка)              |
| Дмитро Суржиков      | Макс                             |
| Артем Ємцов          | Рома                             |
| Інна Цимбалюк        | Маша                             |
| Андрій Федінчик      | Сергій                           |
| Валентин Томусяк     | Тимур                            |
| Юлія Волчкова        | Лілія Савельєва                  |
| Станіслав Боклан     | Антон                            |
| Лілія Нагорна        | Катя                             |